# Mista
Miguel Ángel Ferrer Martínez (* 12. November 1978 in Caravaca de la Cruz, Murcia), kurz Mista, ist ein ehemaliger spanischer Fußballspieler, welcher vorrangig im Sturm eingesetzt wurde.

## Karriere

### Als Jugendspieler
Seine Jugendkarriere begann Mista im Alter von 11 Jahren bei seinem Heimatklub Peña Madridista, von wo er 4 Jahre später zum Lokalrivalen Caravaca Promesas wechselte. Doch nach nur einer Saison entdeckte ihn Real Madrids Jugendtrainer Rafael Benítez, woraufhin Mista in den Jugendkader der Königlichen aufgenommen wurde.

### Als Profi
Benítez entwickelte ihn stets weiter, sodass er in den ersten beiden Saisons für Real Madrid B bereits 19 Tore schoss. Nachdem Benítez Real 1997 verlassen hatte, wurde Mista erst an CD Teneriffa ausgeliehen, wechselte dann aber 1999 komplett auf die Kanaren. Benítez, der in der Saison 2000/2001 ebenfalls bei CD Teneriffa anheuerte, stieg mit dem Verein am Ende der Saison überraschend auf. Daraufhin umwarb ihn der FC Valencia und Benítez zog seinen Schützling mit. In Valencia schoss Mista in 144 Pflichtspielen 44 Tore und wurde so zu einem zentralen Mitglied der erfolgreichen Mannschaft, die in der Saison 2001/2002 und 2003/2004 die Primera División gewann. Diese überragende Leistung konnte 2004 mit dem Sieg im UEFA-Cup Finale noch gekrönt werden, woran Mista mit einem Tor in der 58. Minute maßgeblich beteiligt war.
Nach einer verhaltenen Saison 2005/2006 konnte sich Mista schließlich nicht gegen den Neuzugang David Villa durchsetzen, sodass er im Sommer 2006 für 5 Millionen Euro zu Atlético Madrid wechselte, wo er einen Vierjahresvertrag unterschrieb. In der ersten Saison noch gesetzt, wurde er durch teure Neuzugänge verdrängt und 2007/08 nur noch als Ergänzungsspieler eingesetzt.
Deportivos Präsident Augusto César gab im Juli 2008 bekannt, dass Mista, der seinen Vertrag bei Atletico selbst aufgelöst hatte, ablösefrei nach La Coruña wechsele. Hier unterschrieb er einen Drei-Jahres-Vertrag. Im Sommer 2010 verpflichtete der kanadische MLS-Verein Toronto FC den Spanier, dieser verließ den Verein jedoch bereits nach einer Saison wieder, um sich endgültig vom Profifußball zu verabschieden.

### In der Nationalmannschaft
Mista debütierte am 12. Oktober 2005 in San Marino im Nationalteam. In der Qualifikation zur WM 2006 wurde er von Luis Aragonés in der 72. Minute eingewechselt. Das Spiel endete 0:6 (0:3).
Für die WM 2006, wie auch für die EM 2008 fand Mista im spanischen Kader keine Berücksichtigung.

## Erfolge/Titel
Im Verein
- FC Valencia
  - Primera División: 2001/02, 2003/04
  - UEFA Cup: 2004
  - UEFA Super Cup: 2004